# ZX Spectrum Next
ZX Spectrum Next je klon počítače Sinclair ZX Spectrum implementovaný ve FPGA. Hardware počítače je založený na návrhu Victora Trucca a celý počítač je dostupný jako open source. Autorem designu počítače je Rick Dickinson, původní designér ZX Spectra. Na rozdíl od jiných klonů ZX Spectra ve FPGA je vybavený původní systémovou sběrnicí, takže k počítači je možné připojit většinu periferií pro originální ZX Spectrum. Jako vnější paměťové médium je podporován kromě SD karet i kazetový magnetofon.

## Technické parametry

### ZX Spectrum technické parametry
- 100% zpětně kompatibilní
- procesor: Z80, 3,5 MHz nebo turbo mody 7/14/28 MHz
- RAM: 1024 KiB (rozšířitelné interně na 2.0 MiB, nebo pomocí přídavné paměťové desky),
- video: ULA, ULA+, Timex Hires, Timex Hicolor 8x1, Radastan 128x96x16 barev na pixel, Layer 2 - 256 barev na pixel, HW sprites/scrolling, výstupy: RGB, VGA, HDMI,
- audio: 3 x AY-3-8912 plus YM2149 a Cheetah SpecDrum,[p 1]
- datová média: SD karty, kazetový magnetofon,
- joystick: 2 x DB9 kompatibilní s Interface 2, Kempston či Cursor joystickem
- konektor PS/2 pro připojení Kempston mouse nebo externí klávesnice
- operační systém pro SD karty: ESXDOS.[3]

### Ostatní technické parametry
- Anti-Brick systém: ochrana proti chybám při upgrade firmware
- volitelné: RTC - real time clock, WiFi modul, slot pro akcelerátor - Raspberry Pi zero, single 1 GHz CPU / 512 MiB. Podpora pro připojení zařízení přes USB a druhý monitor